# Добросинсько-Магерівська сільська територіальна громада
Добросинсько-Магерівська сільська громада — територіальна громада в Україні, в Львівському районі Львівської області. Адміністративний центр — село Добросин.
Площа громади — 238,6 км², населення — 16 тисяч мешканців (2025).

## Населені пункти
У складі громади 1 смт (Магерів) і 35 сіл:
- Бабії
- Бишків
- Бірки
- Бір-Кунинський
- Боброїди
- Бучми
- Велике Передмістя
- Віхті
- Городжів
- Гринчуки
- Добросин
- Думичі
- Думичі
- Замок
- Зарище
- Зубейки
- Кам'яна Гора
- Качмарі
- Кіпті
- Кулиничі
- Кунин
- Лавриків
- Лущики
- Мавдрики
- Миляво
- Монастирок
- Окопи
- Панчищини
- Пили
- Пирятин
- Піддеревенка
- Підлісся
- Погарисько
- Хитрейки
- Цитуля